# Interzonenturnier Göteborg 1955
Das Interzonenturnier 1955 war das dritte Interzonenturnier des Schachweltverbandes FIDE und fand von August bis September 1955 in der schwedischen Stadt Göteborg statt. Es nahmen 21 Spieler teil. Die Plätze 1 bis 9 berechtigten in der Folge zur Teilnahme am Kandidatenturnier in Amsterdam, an welchem außerdem Wassili Smyslow als Verlierer des vorhergehenden WM-Kampfes teilnahm.

## Abschlusstabelle
|     | Name                      | 1 | 2 | 3 | 4 | 5 | 6 | 7 | 8 | 9 | 10 | 11 | 12 | 13 | 14 | 15 | 16 | 17 | 18 | 19 | 20 | 21 | Gesamt |
| --- | ------------------------- | - | - | - | - | - | - | - | - | - | -- | -- | -- | -- | -- | -- | -- | -- | -- | -- | -- | -- | ------ |
| 1.  | Dawid Bronstein           |   | 1 | 1 | ½ | ½ | 1 | ½ | ½ | ½ | ½  | ½  | ½  | ½  | ½  | 1  | 1  | 1  | 1  | 1  | 1  | 1  | 15     |
| 2.  | Paul Keres                | 0 |   | 1 | ½ | ½ | ½ | ½ | ½ | 1 | ½  | 1  | 1  | 1  | ½  | 1  | 1  | 0  | 1  | ½  | ½  | 1  | 13½    |
| 3.  | Óscar Panno               | 0 | 0 |   | ½ | 0 | 1 | ½ | ½ | 1 | ½  | 1  | 1  | 1  | ½  | ½  | 1  | ½  | 1  | 1  | 1  | ½  | 13     |
| 4.  | Tigran Petrosjan          | ½ | ½ | ½ |   | ½ | ½ | ½ | ½ | ½ | ½  | ½  | ½  | 1  | ½  | ½  | ½  | 1  | ½  | 1  | 1  | 1  | 12½    |
| 5.  | Efim Geller               | 0 | ½ | 1 | ½ |   | ½ | ½ | 1 | ½ | 0  | ½  | ½  | ½  | 0  | 1  | ½  | 1  | 1  | 1  | ½  | 1  | 12     |
| 6.  | László Szabó              | ½ | ½ | 0 | ½ | ½ |   | ½ | ½ | ½ | ½  | ½  | 0  | ½  | ½  | 1  | ½  | 1  | 1  | 1  | 1  | 1  | 12     |
| 7.  | Miroslav Filip            | ½ | ½ | ½ | ½ | ½ | ½ |   | ½ | 0 | ½  | ½  | ½  | 1  | ½  | 0  | 1  | ½  | ½  | ½  | 1  | 1  | 11     |
| 8.  | Herman Pilnik             | ½ | ½ | ½ | ½ | 0 | ½ | ½ |   | 0 | ½  | ½  | ½  | ½  | 1  | 1  | ½  | ½  | ½  | ½  | 1  | 1  | 11     |
| 9.  | Boris Spasski             | ½ | 0 | 0 | ½ | ½ | ½ | 1 | 1 |   | 1  | 0  | 0  | ½  | 1  | ½  | ½  | 1  | 0  | 1  | 1  | ½  | 11     |
| 10. | Georgi Iliwizki           | ½ | ½ | ½ | ½ | 1 | ½ | ½ | ½ | 0 |    | ½  | 0  | 0  | ½  | ½  | 1  | ½  | ½  | 1  | ½  | 1  | 10½    |
| 11. | Luděk Pachman             | ½ | 0 | 0 | ½ | ½ | ½ | ½ | ½ | 1 | ½  |    | ½  | ½  | ½  | 1  | ½  | ½  | ½  | 1  | ½  | ½  | 10½    |
| 12. | Miguel Najdorf            | ½ | 0 | 0 | ½ | ½ | 1 | ½ | ½ | 1 | 1  | ½  |    | 0  | 0  | 0  | ½  | ½  | 1  | ½  | 1  | 0  | 9½     |
| 13. | Carlos Guimard            | ½ | 0 | 0 | 0 | ½ | ½ | 0 | ½ | ½ | 1  | ½  | 1  |    | ½  | 1  | 0  | 1  | ½  | 0  | ½  | 1  | 9½     |
| 14. | Braslav Rabar             | ½ | ½ | ½ | ½ | 1 | ½ | ½ | 0 | 0 | ½  | ½  | 1  | ½  |    | ½  | ½  | ½  | 0  | 0  | 1  | 0  | 9      |
| 15. | Andrija Fuderer           | 0 | 0 | ½ | ½ | 0 | 0 | 1 | 0 | ½ | ½  | 0  | 1  | 0  | ½  |    | 1  | 1  | 1  | 1  | 0  | ½  | 9      |
| 16. | Wolfgang Unzicker         | 0 | 0 | 0 | ½ | ½ | ½ | 0 | ½ | ½ | 0  | ½  | ½  | 1  | ½  | 0  |    | ½  | ½  | ½  | 1  | 1  | 8½     |
| 17. | Gideon Ståhlberg          | 0 | 1 | ½ | 0 | 0 | 0 | ½ | ½ | 0 | ½  | ½  | ½  | 0  | ½  | 0  | ½  |    | 1  | ½  | ½  | 1  | 8      |
| 18. | Arthur Bisguier           | 0 | 0 | 0 | ½ | 0 | 0 | ½ | ½ | 1 | ½  | ½  | 0  | ½  | 1  | 0  | ½  | 0  |    | ½  | 1  | 1  | 8      |
| 19. | Antonio Medina García     | 0 | ½ | 0 | 0 | 0 | 0 | ½ | ½ | 0 | 0  | 0  | ½  | 1  | 1  | 0  | ½  | ½  | ½  |    | 0  | 0  | 5½     |
| 20. | Johannes Hendrikus Donner | 0 | ½ | 0 | 0 | ½ | 0 | 0 | 0 | 0 | ½  | ½  | 0  | ½  | 0  | 1  | 0  | ½  | 0  | 1  |    | ½  | 5½     |
| 21. | Bogdan Śliwa              | 0 | 0 | ½ | 0 | 0 | 0 | 0 | 0 | ½ | 0  | ½  | 1  | 0  | 1  | ½  | 0  | 0  | 0  | 1  | ½  |    | 5½     |

### Anschließender Stichkampf
Im Januar 1956 spielten Pachman und Ilwizki einen Stichkampf um den Nachrückerplatz im Kandidatenturnier. Pachman gewann mit 3½:2½. Nach fünf Remisen entschied der Tscheche die sechste Partie für sich. Das Ergebnis blieb schließlich folgenlos, da im Kandidatenturnier kein Nachrücker benötigt wurde.